# Rosemary Follett

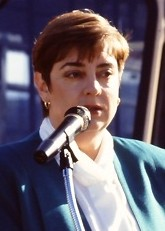
Rosemary Follett, 2024

Rosemary Follett AO (* 27. März 1948 in Sydney, New South Wales) ist eine australische Politikerin und war erster Chief Minister des Australian Capital Territory. Sie ist Mitglied der Australian Labor Party.
Nach dem Wahlsieg ihrer Partei bei den ersten Wahlen der Australian Capital Territory Legislative Assembly wurde Follett 1989 zum ersten Chief Minister des Territoriums. Sie war damit der erste weibliche Regierungschef auf bundesstaatlicher Ebene in Australien.
Follett hatte dieses Amt vom 8. Mai 1989 bis zum 5. Dezember 1989 sowie erneut vom 6. Juni 1991 bis zum 2. März 1995 inne.
Nach ihrem Ausscheiden aus der Politik war sie von 1996 bis 2004 Diskriminierungsbeauftragte und Leiterin des Menschenrechtsbüros des Australian Capital Territory. Sie war in mehreren Ausschüssen und Gremien tätig und von 2010 bis 2011 stellvertretende Kanzlerin der University of Canberra. Diese Universität verlieh ihr 2014 die Ehrendoktorwürde.
Sie wurde 2006 mit dem Titel Officer of the Order of Australia ausgezeichnet.